# No.1 (柏原よしえの曲)
「No.1」（ナンバー・ワン）は、1980年6月1日に発売された柏原よしえのデビューシングル。発売元はフィリップス・レコード。

## 概要
デビュー当時の歌手名は「柏原よしえ」で、本名の「芳恵」の名前を平仮名にしていた。また当時のキャッチフレーズは「ちょっと大物、夏ひとりじめ。よしえはNo.1。」であった。
同曲の作詞・作曲は、ピンク・レディーの数々の大ヒット作を手掛けた阿久悠・都倉俊一コンビが担当した。オリコンチャートでは6月2日付にて112位に初登場し、最高位は76位、シングル売上は2.6万枚を記録した。また、公称シングル売上は5万枚の記録となっている。

## 収録曲
- 全曲作詞：阿久悠／作曲・編曲：都倉俊一

1. No.1 (3分54秒)
2. 何でもない 何でもない (4分1秒)